# Josh Cooke
Josh Cooke est un acteur américain né le 22 novembre 1979 à Philadelphie.

## Biographie
Josh est né à Philadelphie, en Pennsylvanie et a étudié au lycée Harrington de Rosemont, dans la banlieue de Philadelphie. Il y était membre de la compagnie de théâtre et a mis en scène le spectacle de sa dernière année. Il a ensuite étudié la comédie à l'Université de Californie (UCLA) avec des professeurs de renom, tels que Ann Reinking, Lesly Kahn et Gregory Hines. Son travail d'acteur a d'ailleurs été reconnu par des récompenses telles que le prix de la fondation Pendleton et le Judith & Milton R. Stark Scholarship.
Il a joué le rôle de Nate Solomon dans la série Marni et Nate en 2005 qui n'a duré que le temps d'une saison et 13 épisodes. Il est également apparu dans Numb3rs, Scrubs, Deuxième Chance, Dollhouse, Saving Grace, Dexter (série télévisée) et The Closer : L.A. enquêtes prioritaires.
Il joue le rôle principal dans la série Better with You et depuis 2013, il tient le rôle de Joël, petit ami de Zoé Hart dans la série Hart of Dixie (troisième saison)
Josh Cooke a joué dans le film Young people fucking en 2007. Il a également eu un petit rôle dans I Love You, Man dans le rôle d'Alan. Il a depuis interprété le rôle principal dans les films Stripmovie et Quarantaine 2.
En 2016, il apparaît en script pour les frères Coen dans Ave, César !.

### Vie privée
Il est actuellement à Los Angeles, Californie. Il est fiancé à la chanteuse et compositrice Eleisha Eagle depuis septembre 2010.

## Filmographie

### Acteur

#### Cinéma
- 2005 : Partner(s) : Tom
- 2006 : Wasted : Dixon
- 2007 : YPF : Eric
- 2008 : My Sassy Girl : Yuppie
- 2009 : A Fork in the Road : Will Carson
- 2009 : Barbariana: Queen of the Savages : Darque Prêtre Josh
- 2009 : I Love You, Man : Alan (Bench Press Guy)
- 2010 : Sex Addicts : Andy
- 2011 : En quarantaine 2 (Quarantine 2: Terminal) : Henry
- 2012 : 16-Love : Jim
- 2013 : Finding Joy : Kyle
- 2013 : Miss Dial : Soup Caller
- 2014 : The Opposite Sex : Kendrick
- 2016 : Ave, César ! : Box Breakfast A.D.
- 2018 : The Middle of X
- 2019 : Framing John DeLorean (en)

#### Courts-métrages
- 2005 : Myopia
- 2007 : Rubberheart
- 2007 : The Boy Princes: A Tragedie Most Monstrous
- 2008 : Official Selection
- 2008 : The Babysitter
- 2009 : INST MSGS (Instant Messages)
- 2010 : Arts & Crafts
- 2010 : Hootie
- 2016 : I Heard Something

#### Télévision

##### Séries télévisées
- 2002 : Deuxième chance : Ingénieur
- 2003 : Dragnet : Brad Lee
- 2003 : Century City : Miles
- 2003 : Shérifs à Los Angeles : EMT
- 2004 : FBI - Portés disparus : Justin Pettit
- 2005 : Larry et son nombril : Dan
- 2005 : Marni et Nate : Nate Solomon
- 2005 : Unscripted : Acteur at Cafe
- 2006 : Four Kings : Ben
- 2006-2007 : Big Day : Danny
- 2006-2008 : Robot Chicken : Nathan Lane / Podo / Alien /...
- 2007 : Un gars du Queens : Rabbi Feldman
- 2007-2010 : Notes from the Underbelly : Ian
- 2008 : Saving Grace : Zeke
- 2009 : Dollhouse : Leo Carpenter
- 2009 : Numb3rs : Augie Harris
- 2009 : Scrubs : Dan
- 2009 : The Closer: L.A.: Enquêtes prioritaires : Détective Ranski
- 2009 : The Ex List
- 2010 : Simply Plimpton : Ralph
- 2010 : Suitemates : Rick Christopher
- 2010 : US Marshals : Henry Doer / Henry Ross
- 2010-2011 : Better with You : Ben / Ben Coles
- 2011 : Issues : Dr Ted
- 2011 : Svetlana : Donor
- 2011-2012 : Dexter : Louis Greene
- 2013 : Royal Pains : Ben
- 2013-2014 : Hart of Dixie : Joel Stephens
- 2014 : Manhattan : Lancefield / Tom Lancefield
- 2015 : Proof : Liam / Tommy
- 2015-2016 : Longmire : Eamonn O'Neill
- 2016 : Elementary : Phil Balsam
- 2016 : The Middle : Professeur Grant
- 2017 : Chicago Justice : Ted Reynolds
- 2018 : Blindspot : Andy Taylor
- 2018 : Castle Rock : Reeves
- 2018 : Younger : Greg
- 2021 : New York, unité spéciale (saison 23, épisode 3) : agent du FBI Harrison Clay
- 2024 : New York, unité spéciale (saison 25, épisodes 1 et 5) : agent du FBI Harrison Clay
- 2024 : New York, unité spéciale (saison 26, épisode 6) : agent du FBI Harrison Clay

##### Téléfilms
- 2007 : Boule de neige : Eddie
- 2007 : Law Dogs : Matt Harper
- 2008 : Fourplay : Derek
- 2008 : My Best Friend's Girl
- 2009 : Lost & Found : Max Burroughs
- 2009 : The New 20's : Todd
- 2012 : Brothers-In-Law : Neil

### Producteur

#### Séries télévisées
- 2011 : Issues

### Scénariste

#### Séries télévisées
- 2011 : Issues
- 2020 :  L'Étoffe des héros (VF : Jérémy Bardeau) : Loudon Wainwright Jr.